# Episodi di Laverne & Shirley (terza stagione)
La terza stagione della sit-com Laverne & Shirley  è stata trasmessa negli Stati Uniti dal 20 settembre 1977. In Italia questa stagione è trasmessa in prima visione sulle reti locali.
| nº | Titolo originale                             | Titolo italiano           | Prima TV USA      | Prima TV Italia  |
| -- | -------------------------------------------- | ------------------------- | ----------------- | ---------------- |
| 1  | Airport '59                                  |                           | 20 settembre 1977 |                  |
| 2  | Tag Team Wrestling                           |                           | 27 settembre 1977 |                  |
| 3  | The Pact                                     |                           | 4 ottobre 1977    |                  |
| 4  | Robot Lawsuit                                |                           | 25 ottobre 1977   |                  |
| 5  | Laverne's Arranged Marriage                  |                           | 1º novembre 1977  |                  |
| 6  | An Affair to Forget (Part 1)                 |                           | 8 novembre 1977   |                  |
| 7  | An Affair to Forget (Part 2)                 |                           | 15 novembre 1977  |                  |
| 8  | Laverne and Shirley Meet Fabian              |                           | 22 novembre 1977  |                  |
| 9  | The Stakeout                                 |                           | 29 novembre 1977  |                  |
| 10 | Shirley's Operation                          |                           | 6 dicembre 1977   |                  |
| 11 | Take My Plants, Please                       |                           | 13 dicembre 1977  |                  |
| 12 | New Years Eve 1959                           |                           | 27 dicembre 1977  |                  |
| 13 | The Mortician                                |                           | 10 gennaio 1978   |                  |
| 14 | The Horse Show                               | Un cavallo da salvare     | 17 gennaio 1978   | 9 dicembre 1980  |
| 15 | The Slow Child                               |                           | 24 gennaio 1978   |                  |
| 16 | The Second (Almost) Annual Shotz Talent Show |                           | 31 gennaio 1978   |                  |
| 17 | The Dentist                                  |                           | 7 febbraio 1978   |                  |
| 18 | Bus Stop                                     |                           | 14 febbraio 1978  |                  |
| 19 | The Driving Test                             |                           | 21 febbraio 1978  |                  |
| 20 | The Obstacle Course                          |                           | 28 febbraio 1978  |                  |
| 21 | The Debutante Ball                           | Il ballo delle debuttanti | 9 maggio 1978     | 17 dicembre 1980 |
| 22 | 2001: A Comedy Odyssey                       |                           | 16 maggio 1978    |                  |
| 23 | The Dance Studio                             |                           | 23 maggio 1978    |                  |
| 24 | Breaking' Up and Making' Up                  |                           | 30 maggio 1978    |                  |